# 제36회 골든 글로브상
제36회 골든 글로브상은 1978년 상영된 영화 중 가장 뛰어난 영화를 수상하기 위해 1979년 1월에 열린 시상식이다. 미국,캘리포니아/비버리 힐튼 호텔에서 개최되었다.

## 수상 및 후보

### 세실 B. 데밀 상
- 루실 볼 수상

### 작품상-드라마
- 미드나잇 익스프레스 - 앨런 파커 수상
- 천국의 나날들 - 테렌스 맬릭
- 귀향 - 할 애쉬비
- 독신녀 에리카 - 폴 마줄스키
- 디어 헌터 - 마이클 치미노

### 여우주연상-드라마
- 귀향 - 제인 폰다 수상
- 팬텀 오브 더 몰 - 제라르딘 페이지
- 스티비 - 글렌다 잭슨
- 가을 소나타 - 잉그리드 버그만
- 독신녀 에리카 - 질 클레이버그

### 남우주연상-드라마
- 귀향 - 존 보이트 수상
- 매직 - 안소니 홉킨스
- 미드나잇 익스프레스 - 브래드 데이비스
- 잔혹한 음모 - 그레고리 펙
- 디어 헌터 - 로버트 드 니로

### 작품상-뮤지컬코미디
- 천국의 사도 - 워런 비티 수상
- 파울 플레이 - 콜린 히긴스
- 그리스 - 랜달 크레이저
- 캘리포니아의 다섯 부부 - 허버트 로스
- 무비 무비 - 스탠리 도넌

### 여우주연상-뮤지컬코미디
- 캘리포니아의 다섯 부부 - 매기 스미스 수상
- 같은 시간, 내년에 - 엘렌 버스틴 수상
- 그리스 - 올리비아 뉴턴-존
- 파울 플레이 - 골디 혼
- 유럽 최고 요리사의 죽음 - 재클린 비셋

### 남우주연상-뮤지컬코미디
- 천국의 사도 - 워런 비티 수상
- 그리스 - 존 트라볼타
- 같은 시간, 내년에 - 앨런 알다
- 버디 홀리 스토리 - 게리 부시
- 파울 플레이 - 체비 체이스
- 무비무비 - 조지 C. 스콧

### 여우조연상
- 천국의 사도 - 다이안 캐넌 수상
- 팬텀 오브 더 몰 - 모린 스테이플턴
- 디어 헌터 - 메릴 스트립
- 스티비 - 모나 워쉬
- 결혼식 - 캐롤 버넷

### 남우조연상
- 미드나잇 익스프레스 - 존 허트 수상
- 귀향 - 브루스 던
- 파울 플레이 - 더들리 무어
- 유럽 최고 요리사의 죽음 - 로버트 몰리
- 디어 헌터 - 크리스토퍼 웰켄

### 외국어 영화상
- 가을 소나타 - 잉그마르 베르히만 수상
- 나일 살인사건 - 존 길러민
- 도나의 선택 - 브루노 바레토
- 열정의 꿈 - 줄스 더신
- 그로잉 업 - 보즈 데이비슨
- 손수건을 꺼내라 - 베르뜨랑 블리에

### 감독상
- 디어 헌터 - 마이클 치미노 수상
- 팬텀 오브 더 몰 - 우디 앨런
- 천국의 나날들 - 테렌스 맬릭
- 귀향 - 할 애쉬비
- 독신녀 에리카 - 폴 마줄스키
- 미드나잇 익스프레스 - 앨런 파커

### 각본상
- 미드나잇 익스프레스 - 올리버 스톤 수상
- 독신녀 에리카 - 폴 마줄스키
- 귀향 - 로버트 C. 존스
- 팬텀 오브 더 몰 - 우디 앨런
- 파울 플레이 - 콜린 히긴스

### 음악상
- 미드나잇 익스프레스 - 조지오 모로더 수상
- 산체스의 아이들 - Chuck Mangione
- 로드 오브 링스 - 레너드 로젠먼
- 슈퍼맨 - 존 윌리엄스
- 독신녀 에리카 - 빌 콘티

### 주제가상
- 금요일 밤의 열기 - 폴 자바라 수상
- 파울 플레이 - 찰스 폭스 외
- 그리스 - John Farrar
- 그리스 - Barry Gibb
- 같은 시간, 내년에 - 마빈 햄리시

### 미스 골든 글로브
- Stephanie Haymes 수상

## 같이 보기
- 제51회 아카데미상
- 제32회 영국 아카데미 영화상